# NGC 1163
NGC 1163 је спирална галаксија у сазвежђу Еридан која се налази на NGC листи објеката дубоког неба.
Деклинација објекта је - 17° 9' 10" а ректасцензија 3h 0m 22,0s. Привидна величина (магнитуда) објекта NGC 1163 износи 13,9 а фотографска магнитуда 14,7. Налази се на удаљености од 28,877 милиона парсека од Сунца. NGC 1163 је још познат и под ознакама MCG -3-8-56, FGC 373, IRAS 02580-1720, PGC 11359.